# Референдум о правлении военных в Бангладеш (1985)
Референдум о правлении военных был проведён в Бангладеше 21 марта 1985 года в целях упрочения военного правления Хуссейна Мохаммада Эршада, который захватил власть в 1982 году. В бюллетень был внесён вопрос: «Поддерживаете ли вы политику президента Эршада и согласны на дальнейшее его нахождение во главе государства до формирования гражданского правительства путём выборов?».
Итог референдума был — 94,5 % голосов «за», при явке 72,2 %. Оппозиция организовала всеобщую забастовку в день референдума и обвинила военное руководство страны в фальсификации результатов.

## Результаты референдума
| Голосовали                 | Число голосов | %    |
| -------------------------- | ------------- | ---- |
| За                         | 32 661 233    | 94,5 |
| Против                     | 1 911 281     | 5,5  |
| Испорченных бюллетеней     | 0             | -    |
| Всего                      | 34 572 514    | 100  |
| Источник: Nohlen и другие. |               |      |